# Рубцовский машиностроительный завод
Рубцовский машиностроительный завод — российское предприятие, проектирующее и выпускающее технику военного и гражданского назначения. Является филиалом Курганского машиностроительного завода, ранее входил в состав «Уралвагонзавода».

Один из градообразующих предприятий Рубцовска.

## История
Завод союзного подчинения «Алтайсельмаш» был поставлен в Рубцовске в 1941 году на оборудовании эвакуированного Одесского завода сельскохозяйственного машиностроения и в годы Великой Отечественной войны выпускал корпуса мин, снарядов и других боеприпасов. После войны предприятие осталось в Рубцовске и стало одним из двух предприятий в СССР, специализирующихся на выпуске плугов и запасных частей к ним. На «Алтайсельмаше» изготавливали четыре вида плугов: четырёх-, пяти- и шестиярусные — в количественно более 60 тысяч штук в год. За успехи, в 1971 году коллектив и завод «Алтайсельмаш» был награждён орденом «Знак Почета». 6 ноября 2006 года предприятию исполнилось 65 лет.
Рубцовский машиностроительный завод (РМЗ) основан в 1959 году постановлением ЦК КПСС и Советом Министров СССР, согласно которому было решено построить в Алтайском крае завод по производству гусеничных машин.
В 1961 году начал работу первый производственный корпус завода. Год спустя была выпущена первая продукция — гусеничный транспортёр-тягач. Также Рубцовский машзавод проектировал разнообразные модификации этой машины. Выпущенная им лесосплавная машина на базе ГТ-Т экспонировалась на ВДНХ СССР и получила диплом первой степени.
Объём производства продукции постепенно наращивался. В 1963 году РМЗ ежемесячно выпускал десять машин ГТ-Т, к концу 1966 — по 110—120 машин в месяц.
Предприятие было наполовину режимным, поскольку на одной из основных линий производили технику военного назначения. В цеха этой части завода выдавался отдельный пропуск. Среди горожан Рубцовский машиностроительный завод — РМЗ — считался элитным предприятием, устроиться туда было непросто. Статус «оборонки», литерное название «тридцатка», окружающая завод атмосфера секретности создавали особый образ предприятия.
РМЗ жил оборонными заказами вплоть до 1990-х годов. Обладал развитой социально-бытовой инфраструктурой в городе, содержал ведомственные пансионаты, детские дачу и лагерь в курортных зонах Алтайского края, дом спорта и другие объекты соцкультбыта.
В 1967 году завод начал выпускать отдельные детали и узлы для боевой машины пехоты БМП-1. В 1973 году завод выпустил первые две БРМ-1К. В 1979 году начато производство ПРП-3. В 1980 году — производство БМП-1КШ.
В 1983 году за создание семейства двухзвенных гусеничных машин заводу вручили орден Трудового Красного Знамени и была присуждена Государственная премия СССР. С 1984 по 1999 годы проводилась модернизация ПРП (изд. «779», «503», «508», «509»).
В период 1991—2001 годы предприятием освоен выпуск гусеничных машин повышенной проходимости народнохозяйственного назначения на базе узлов и агрегатов БМП-1: универсальное гусеничное шасси 521, специальная краново-бурильная машина СКБМ-523, гусеничная буровая машина ПГБМ-528, машина транспортер — тягач МГТ-529, модернизированный гусеничный транспортёр-тягач ГТ-ТМ; в 1992 году начали производить гусеничные путеремонтные «летучки» — ГПЛ-520.
В 1993 году завод приступил к серийному производству БРМ-ЗК, а с 1995 года к производству РМ-Г.
В середине двухтысячных годов завод приблизился к банкротству. Его кредиторская задолженность достигла 1,2 млрд рублей, долги по зарплате — почти 100 млн рублей. Четыре десятка работников завода объявили голодовку, которую прекратили после того, как местные власти предоставили заводу кредит на выплату месячной зарплаты.
В июле 2008 года на «Рубцовском машиностроительном заводе» ввели процедуру внешнего наблюдения. В 2009 году завод перешёл под внешнее управление сроком на полтора года.
В сентябре 2010 года были назначены закрытые торги по продаже завода с начальной стоимостью 1 млрд 838 млн 412 тыс. руб. Торги не состоялись. В январе 2011 года имущество завода вновь попытались продать, опять-таки безуспешно.
В 2011 году реорганизован в Рубцовский филиал АО "НПК «Уралвагонзавод».
С 1 января 2011 года большинство работников ОАО «РМЗ» были уволены с предприятия и приняты на работу в Рубцовский филиал АО "Научно-производственная корпорация «Уралвагонзавод».
В 2013 году появлялись информационные сообщения о подготовке к производству различной техники. В том числе установки дистанционного разминирования УР-07М, разработанной совместно с ФГУП «Научно-исследовательский инженерный институт» (Балашиха). Позже стало известно, что завод по заказу Министерства обороны России готовится к выпуску двухзвенных транспортеров ДТ-4П «Ледоруб» и бронированного ДТ-3ПБ. В мае в Поспелихе прошла демонстрация трактора «Беларус-2103», собранного на заводе в Рубцовске в рамках сотрудничества с Минским тракторным заводом. Планируется создание на базе филиала сборочного производства гусеничных тракторов «Беларус-2103» и «Беларус-1502».
В феврале 2023 года реорганизован в «Рубцовский машиностроительный завод».

## Продукция
За сорок лет «Рубцовский машиностроительный завод» спроектировал и выпустил более семидесяти видов машин и изделий для народного хозяйства и агропромышленного комплекса, а также более пятнадцати машин военного назначения.
В настоящий момент РМЗ выпускает следующую продукцию:
- Боевая разведывательная машина БРМ-3К «Рысь»
- Подвижный разведывательный пункт ПРП-4МУ(А)
- Ремонтная гусеничная машина РМ-Г«Десна»
- ГТ-ТМ гусеничный транспортёр-тягач
- ГТ-ТМС гусеничный транспортёр-тягач
- МГШМ-521М1 многоцелевое гусеничное шасси
- ЛПА-521 лесопожарный агрегат
- МГП-522 машина гусеничная пассажирская
- МГП-529 машина гусеничная грузовая
- Посевные почвообрабатывающие комплексы
- Комбинированное почвообрабатывающее орудие КПО-2,8
- БМП-1АМ «Бусурман» — крупносерийная модернизация БМП-1, с заменой старой башни (с 73мм-орудием «Гром») на боевой модуль «Басурманин» (от БТР-82).